# Hoplostethus abramovi
Hoplostethus abramovi es una especie de pez marino de la familia de los traquictiídeos. 
Es originaria del norte de Madagascar en el Océano Índico occidental y vive en aguas profundas hasta 300 metros por debajo de la superficie. Puede alcanzar una longitud máxima de 19 centímetros.